# میدان تأثیر
میدان تأثیر یک نورون حسی یک ناحیه خاص از فضای حسی (به عنوان مثال سطح بدن یا میدان بینایی) است که حضور محرک در آن باعث شلیک سلسلهٔ اسپایک در آن نورون خواهد شد. این منطقه می‌تواند یک مو در حلزون گوش یا یک تکه از پوست، شبکیه چشم، زبان یا بخش دیگری از بدن یک جاندار باشد. علاوه بر این، میدان تأثیر می‌تواند فضای اطراف یک حیوان باشد. به عنوان مثال قسمتی از فضای شنوایی می‌تواند نمونه‌ای از میدان تأثیر باشد. این فضای شنوایی می‌تواند بر اساس سیستم مرجعی تعریف شود که بر اساس موقعیت گوش تعریف می‌شود اما همزمان باحرکت جاندار حرکت می‌کند (فضای داخل گوش). یا می‌توان آن را بر مبنای یک محل ثابت در فضا (مکانی خاج از گوش) تعریف کرد که تا حد زیادی مستقل از محل جاندار خواهد بود (محل سلول). میدان تأثیر برای سلول‌های عصبی از سیستم شنواییهای حسی می‌باشد سیستمو سیستم‌های تصویری شناسایی شده‌اند.
اصطلاح میدان تأثیر اولین بار توسط Sherrington (1906) برای توصیف منطقه‌ای از پوست استفاده شد که خاراندن آن موجب ایجاد رفلکس حسی می‌شد. با توجه به آلونسو و چن (2008) این Hartline (1938) بود که این عبارت را برای توصیف یک تک سلول از شبکیه چشم یک قورباغه استفاده کرد.

## سیستم بینایی
{\displaystyle receptive\ field=center+surround}
در سیستم‌های بینایی میدان‌های تأثیر به مناطقی در فضای بصری می‌گویند. برای مثال میدان تأثیر یک تک photoreceptor یک شکل مخروطی است که شامل تمام جهت‌های بصری است که حضور نور در آن باعث تغییر نرخ آتش سلول می‌شود. راس آن واقع در مرکز لنز و پایه آن در بی‌نهایت فضای بصری خواهد بود. به‌طور سنتی میدان تأثیر دوبعدی به تصویر کشیده می‌شود (به عنوان مثال به عنوان دایره مربع یا مستطیل) اما این فضای دو بعدی در واقع برش‌هایی در امتداد صفحه نمایش هستند که در آن پژوهشگر محرک را اارائه کرده‌است و قسمتی از فضای بینایی هستند که نورون به آن پاسخ خواهد داد. در مورد سلول‌های عصبیدوچشمی نمی‌توان میدان تأثیر را به بینهایت بصری تعمیم داد. بلکه آن‌ها به یک فاصلهٔ خاص از جاندار یا فاصله‌ای خاص از محل چشم محدود می‌شوند (Panum منطقه را ببینید).